# Айнабастау
Айнабастау (каз. Айнабастау) — село в Аксуатском районе Абайской области Казахстана. Входит в состав Ойшиликского сельского округа. Код КАТО — 635859200.

## Население
В 1999 году население села составляло 154 человека (85 мужчин и 69 женщин). По данным переписи 2009 года, в селе проживало 95 человек (56 мужчин и 39 женщин).